# جان گونت
جان گونت (انگلیسی: John of Gaunt; ۶ مارس ۱۳۴۰ – ۳ فوریهٔ ۱۳۹۹) نخستین دوک لنکستر و دارای نشان بند جوراب بود. وی یک ارباب انگلیسی و منتسب به خاندان پلانتاژنه و سومین پسر بازمانده از پنج فرزند ادوارد سوم پادشاه انگلستان و ملکه فیلیپای انو بود. به هنگام ولادت او را جان گونت نام نهادند به دلیل اینکه در خنت متولد شده بود و چون در آن زمان واژه‌ای به نام خِنت در زبان انگلیسی وجود نداشت با نام گونت ثبت گردید که گاهی گِنت هم نامیده می‌شود. بعدها وقتی در زندگی‌اش بدنام و منفور گردید شایعاتی منتشر گردید مبنی بر اینکه وی فرزند گونت بوچر می‌باشد، شاید یک دلیل این موضوع آن بوده که به هنگام ولادتش، ادوارد در آنجا حاضر نبود. این شایعات و داستان‌ها اغلب اوقات باعث برافروختگی و عصبانیت وی می‌گردید.

## نگارخانه

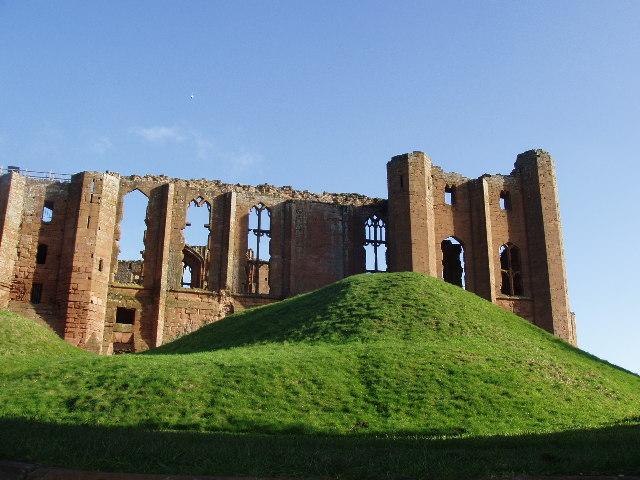
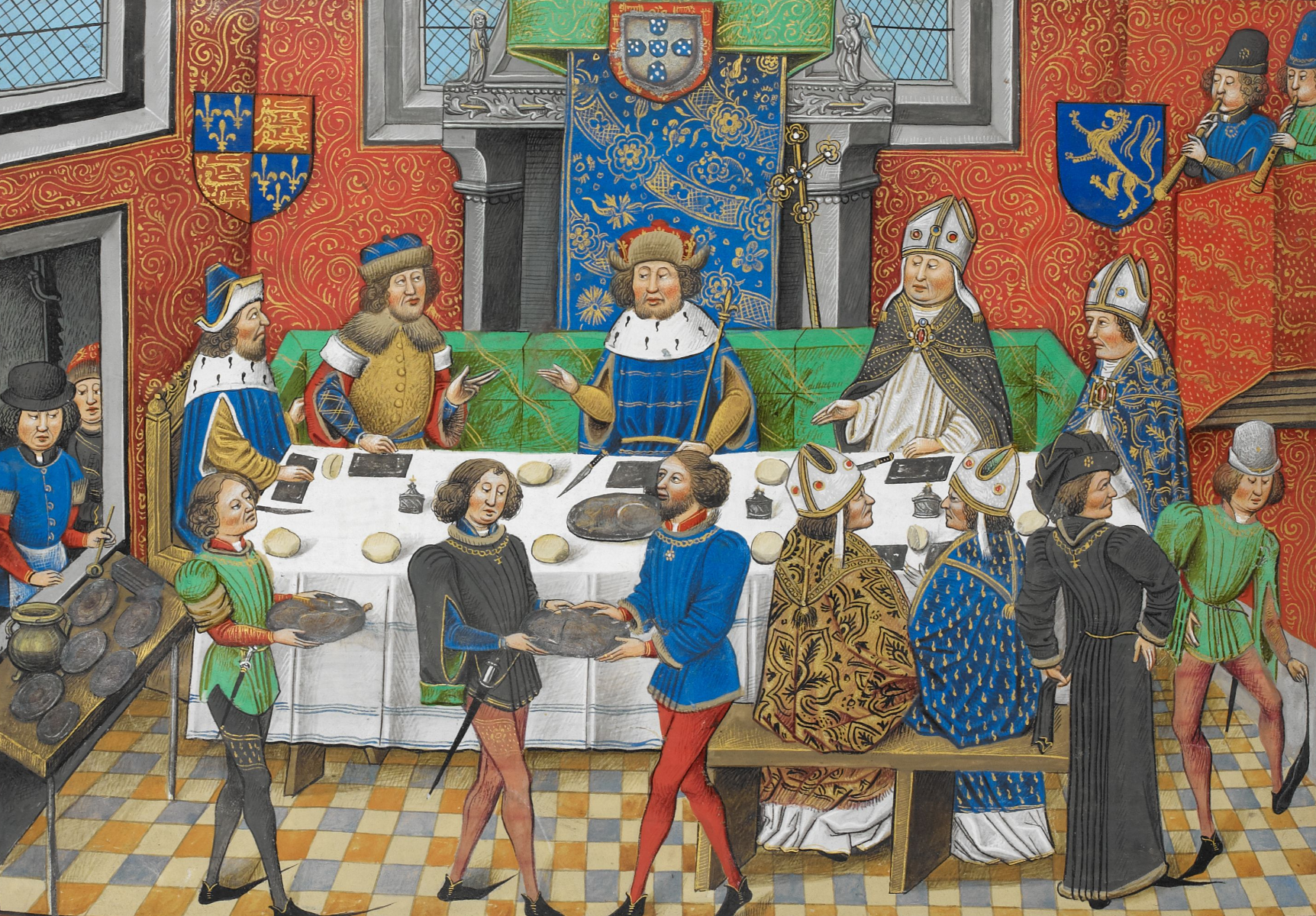
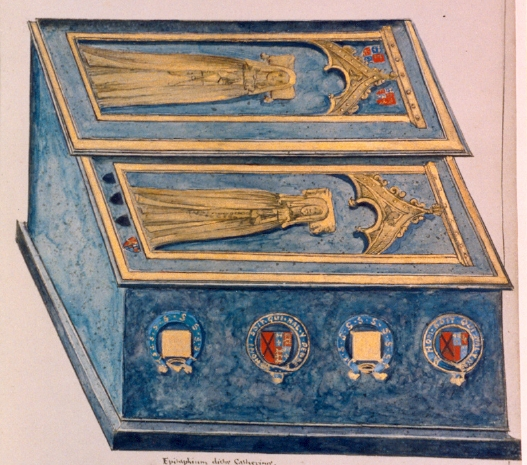
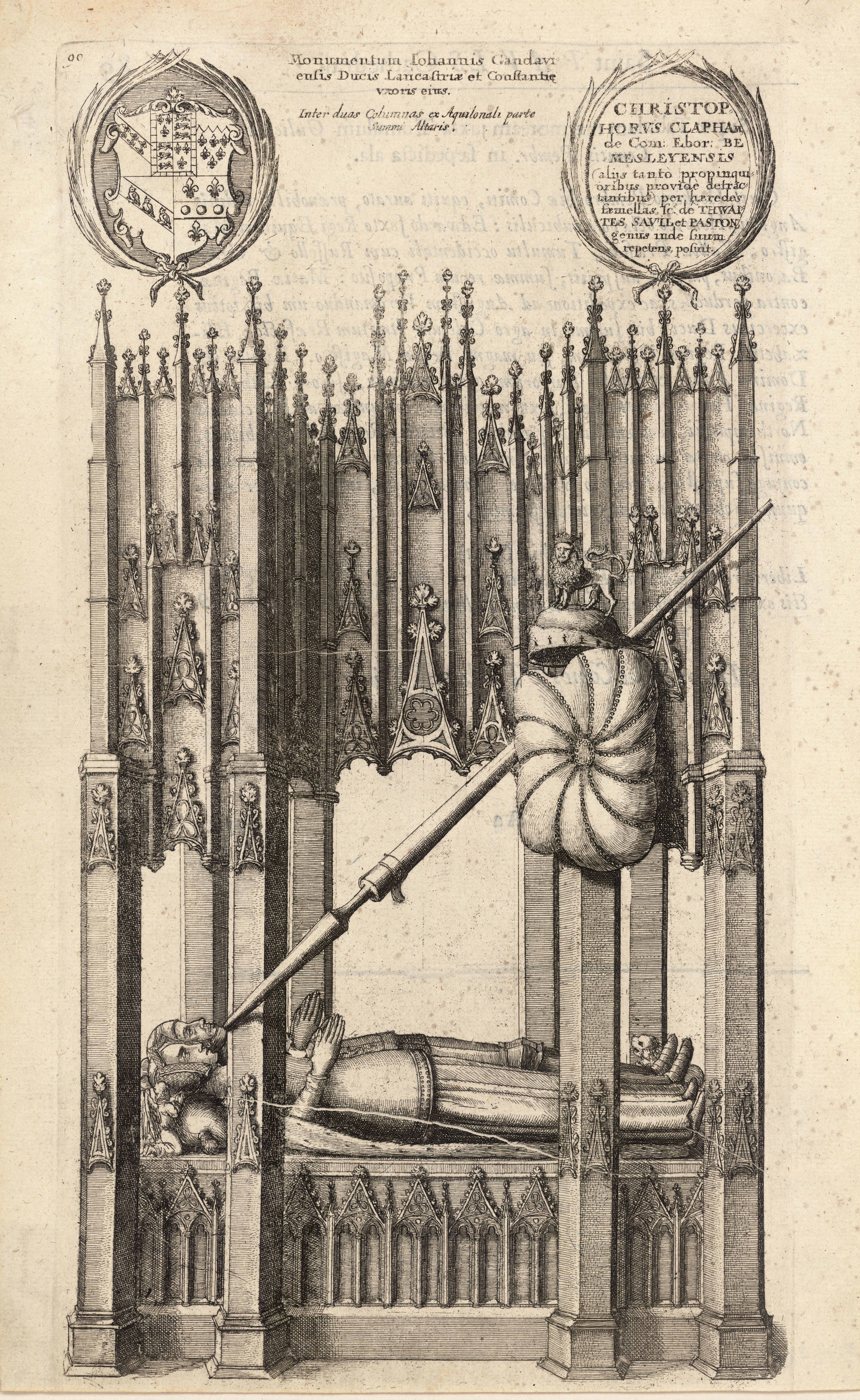